# Lignières-de-Touraine
Lignières-de-Touraine è un comune francese di 1 105 abitanti situato nel dipartimento dell'Indre e Loira nella regione del Centro-Valle della Loira.

## Società

### Evoluzione demografica
Abitanti censiti